# Umbo (escudo)
Umbo o umbona es una pieza, normalmente hecha de metal, que se coloca en la parte central externa de los escudos, para dar un carácter ofensivo a dicha arma diseñada inicialmente con fines defensivos.
Fue utilizada en la antigua Grecia, en los escudos de la infantería hoplita. También fue adoptada por las legiones romanas, que golpeaban con sus umbos como una forma de abrirse paso para poder atacar con la espada o gladio.

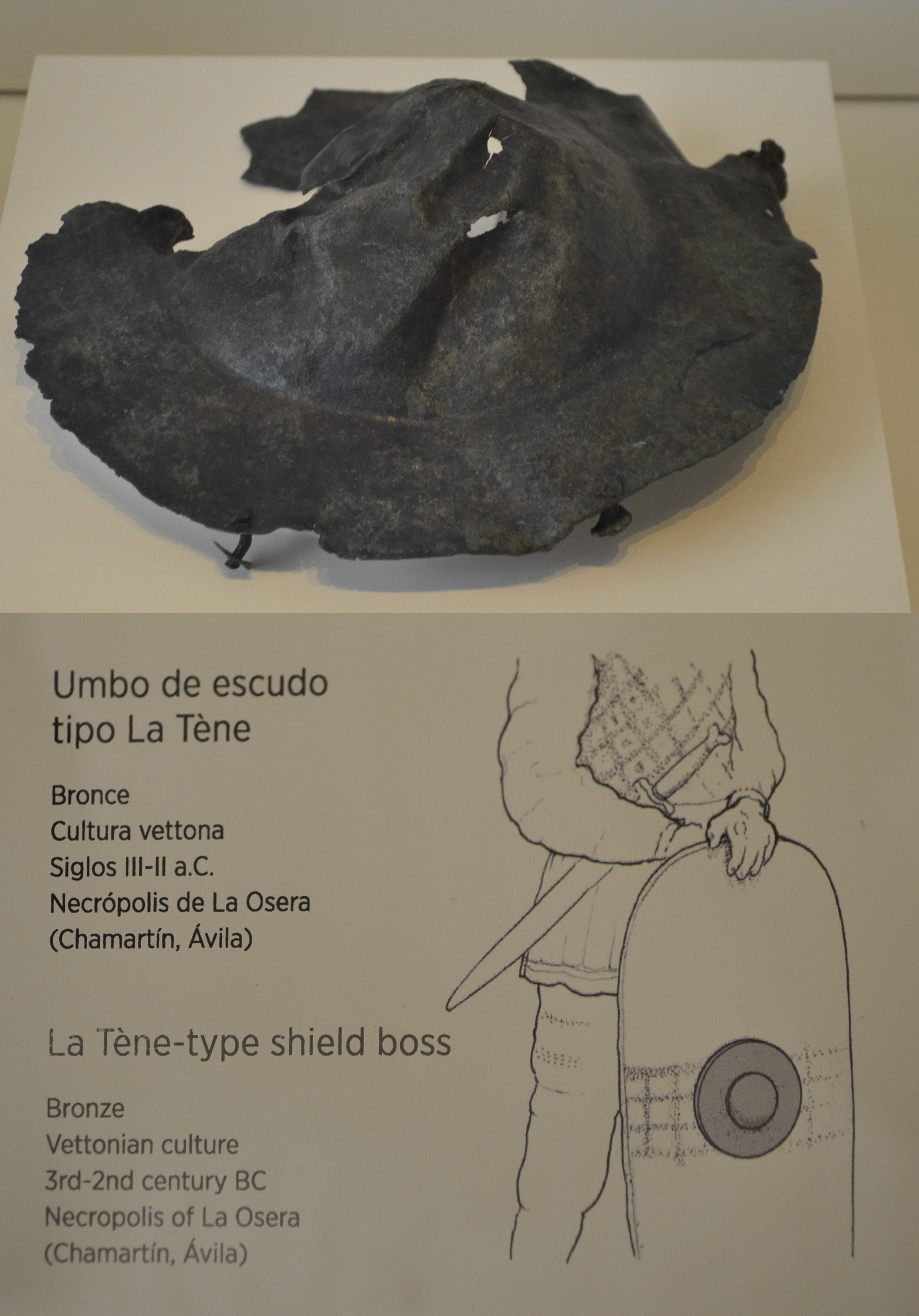
Umbo de escudo vetón (siglos III-II a. C.).
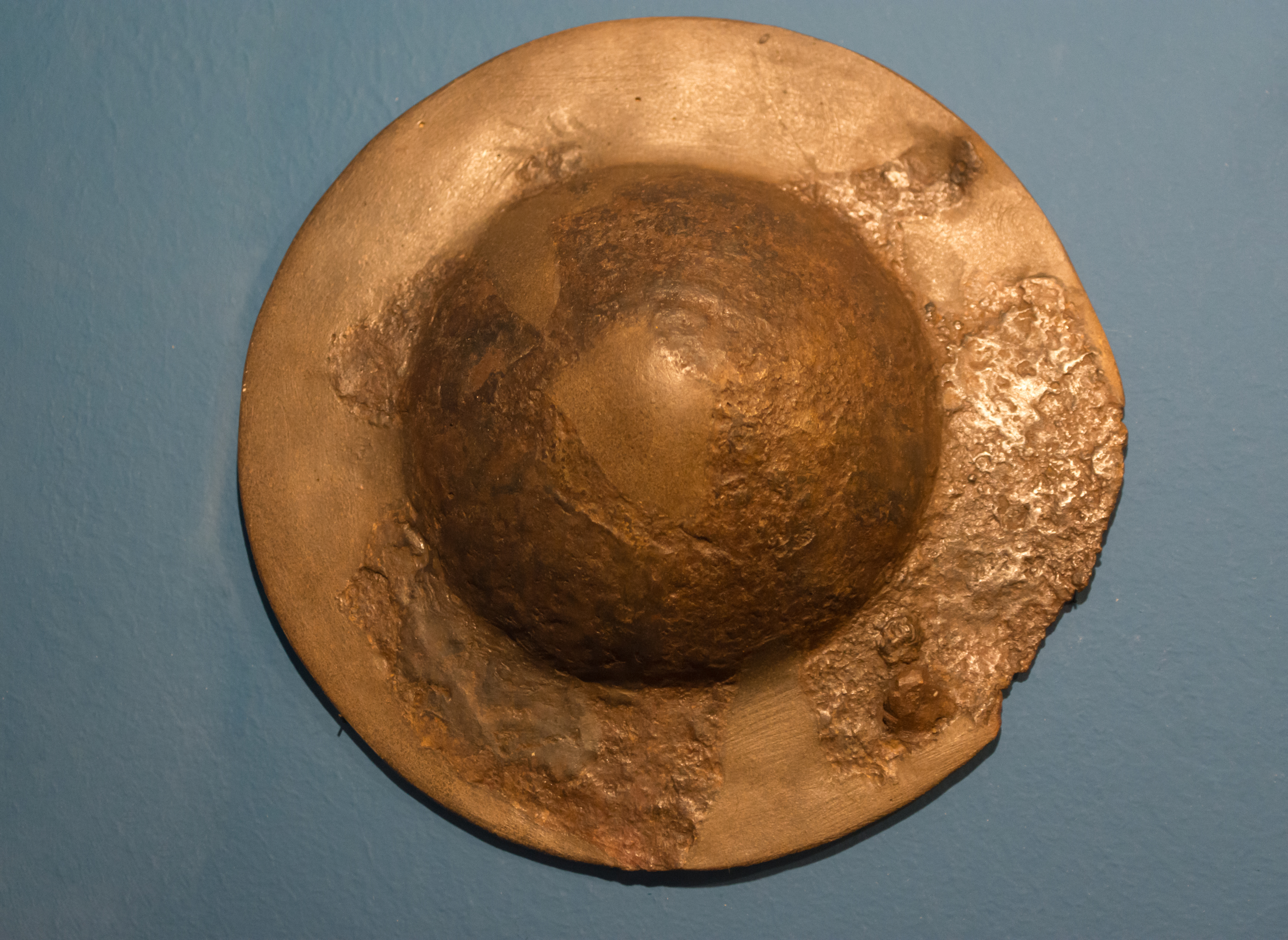
Umbo de escudo íbero.
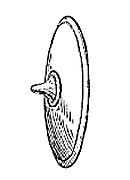
Escudo con umbo.
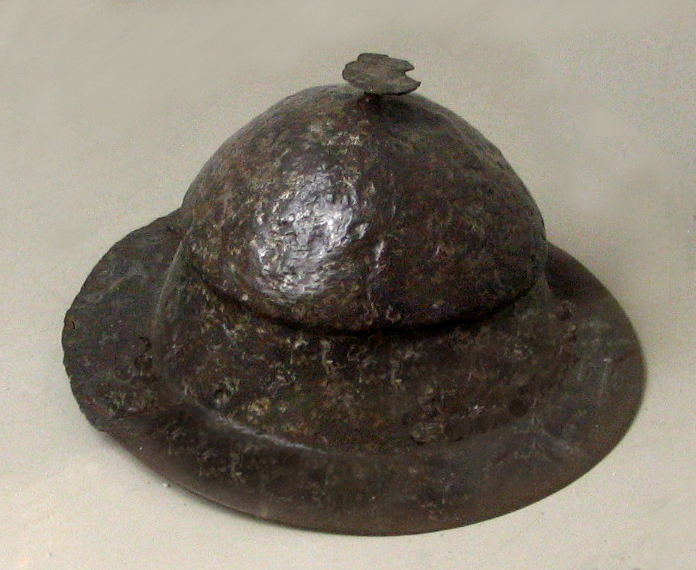
Umbo lombardo.
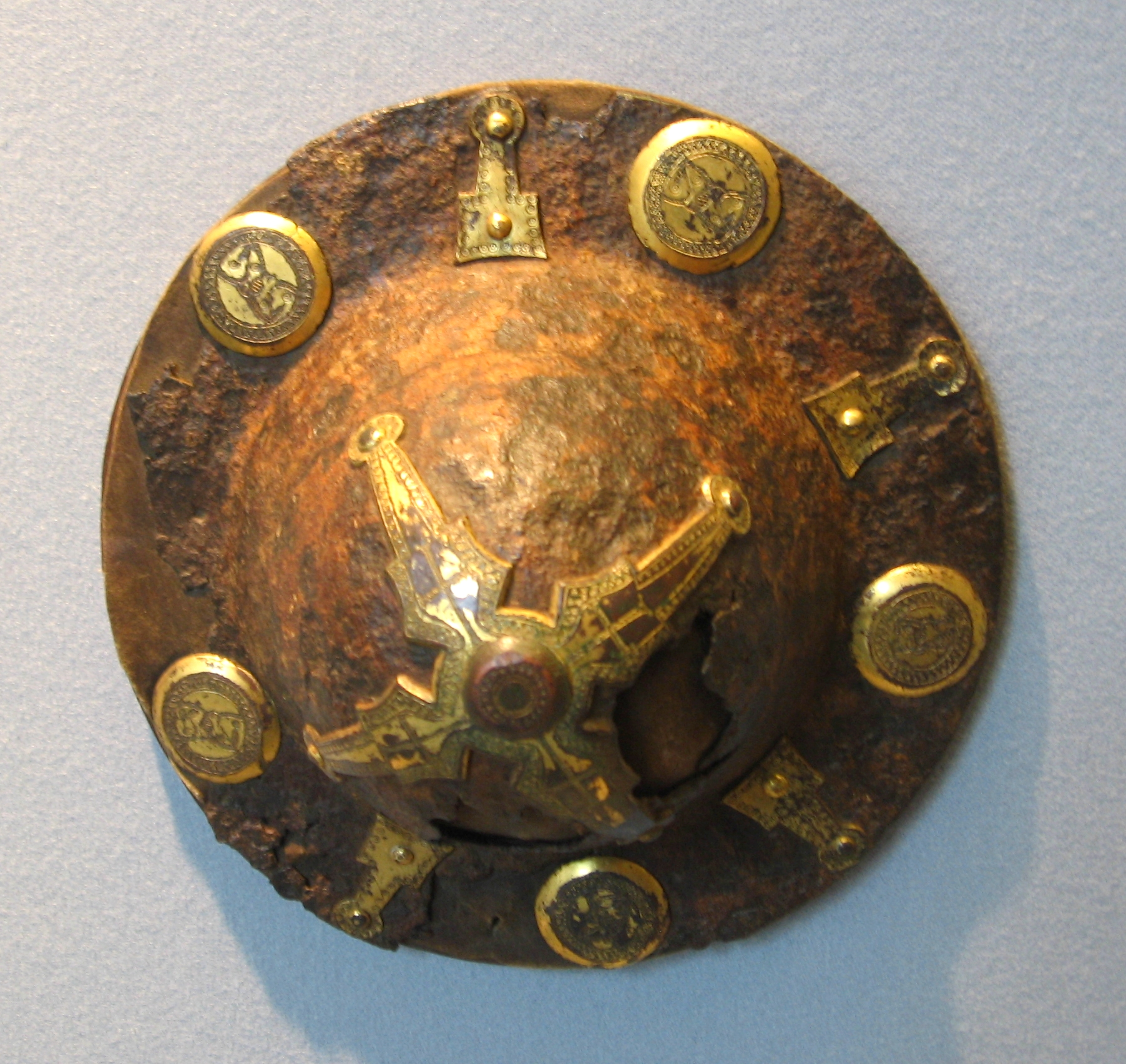
Umbo en un escudo lombardo del norte de Italia, siglo VII.
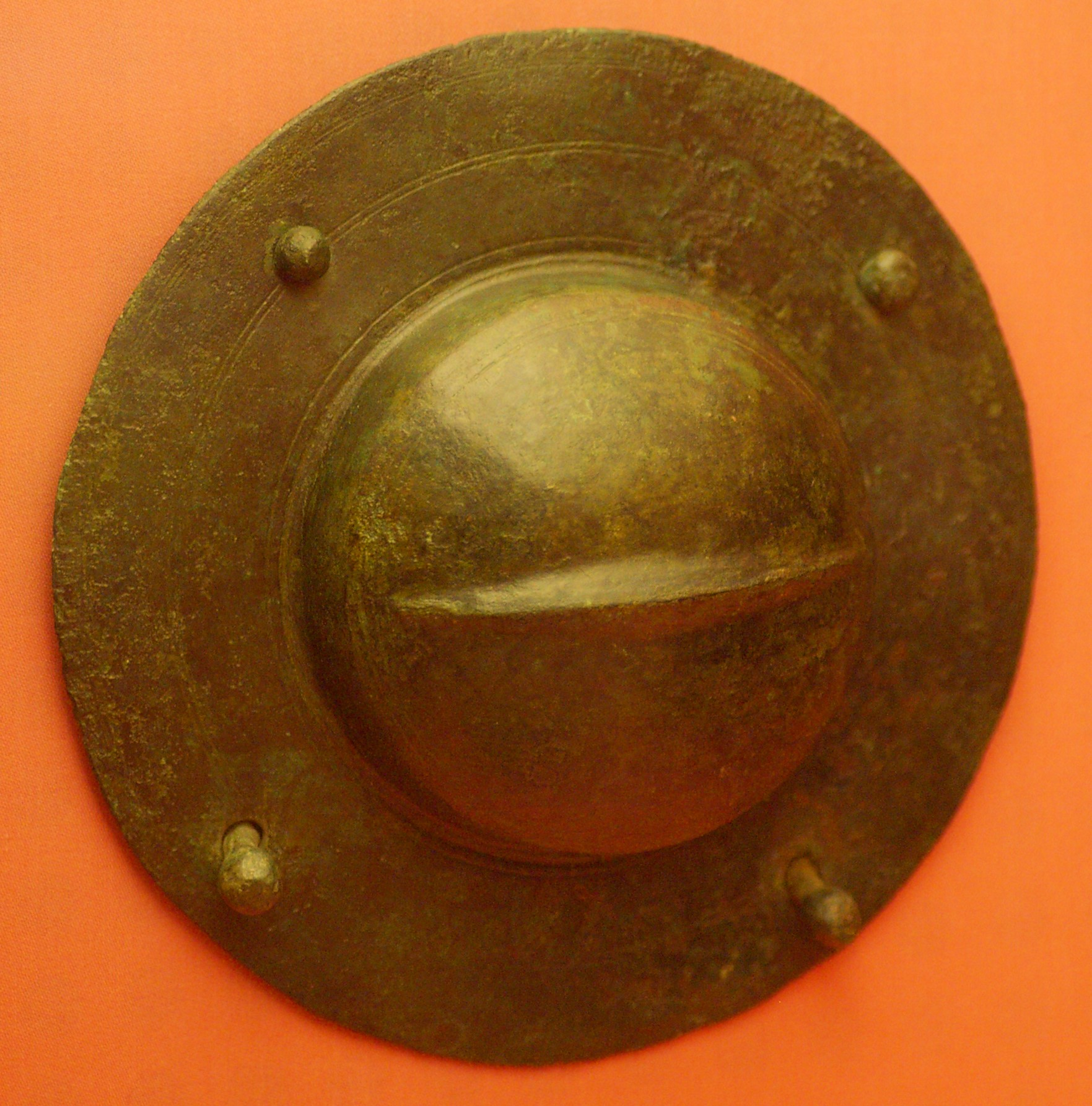
Umbo en escudo romano.
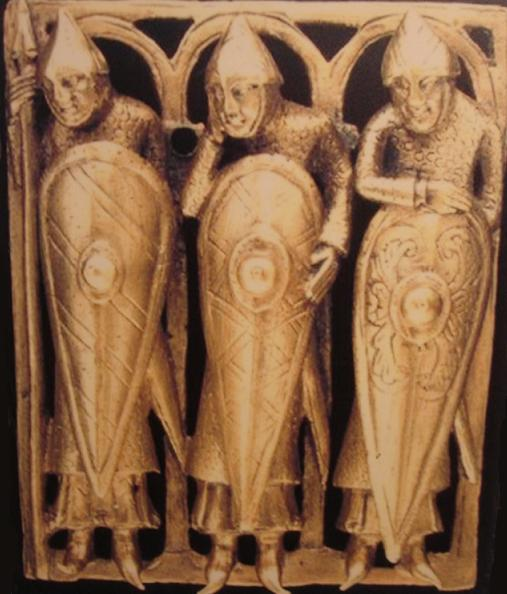
Normandos con umbos sobre sus escudos. Temple Pyx (Monstranz), Teil eines Reliquiars (datado entre 1140-1150), en la Burrell Collection, Glasgow.